# Dekanat Siemiatycze (diecezja warszawsko-bielska)
Dekanat Siemiatycze – jeden z 6 dekanatów diecezji warszawsko-bielskiej Polskiego Autokefalicznego Kościoła Prawosławnego.

## Parafie
W skład dekanatu wchodzi 14 parafii:
- parafia św. Anny w Boratyńcu Ruskim
  - cerkiew św. Anny w Boratyńcu Ruskim
- parafia Wniebowstąpienia Pańskiego w Ciechanowcu
  - cerkiew Wniebowstąpienia Pańskiego w Ciechanowcu
- parafia Opieki Matki Bożej w Czarnej Cerkiewnej
  - cerkiew Opieki Matki Bożej w Czarnej Cerkiewnej
- parafia św. Mikołaja w Drohiczynie
  - cerkiew św. Mikołaja w Drohiczynie
- parafia Świętych Marty i Marii w Grabarce
  - cerkiew Przemienienia Pańskiego w Grabarce
  - cerkiew Ikony Matki Bożej „Wszystkich Strapionych Radość” w Grabarce
  - cerkiew Zaśnięcia Przenajświętszej Bogurodzicy w Grabarce
- parafia św. Mikołaja w Grodzisku
  - cerkiew św. Mikołaja w Grodzisku
  - cerkiew Kazańskiej Ikony Matki Bożej w Czarnej Wielkiej
- parafia Narodzenia Najświętszej Maryi Panny w Mielniku
  - cerkiew Narodzenia Najświętszej Maryi Panny w Mielniku
  - cerkiew Świętych Cyryla i Metodego w Maćkowiczach
  - kaplica Opieki Matki Bożej w Mielniku
- parafia Świętych Kosmy i Damiana w Narojkach
  - cerkiew Świętych Kosmy i Damiana w Narojkach
- parafia Cudownego Zbawiciela w Rogawce
  - cerkiew Cudownego Zbawiciela w Rogawce
- parafia Świętych Apostołów Piotra i Pawła w Siemiatyczach
  - cerkiew Świętych Apostołów Piotra i Pawła w Siemiatyczach
  - cerkiew św. Marii Magdaleny w Słochach Annopolskich
  - kaplica domowa – baptysterium św. Męczennika Młodzieńca Gabriela w Siemiatyczach
- parafia Zmartwychwstania Pańskiego w Siemiatyczach
  - cerkiew Zmartwychwstania Pańskiego w Siemiatyczach
- parafia Świętych Kosmy i Damiana w Telatyczach
  - cerkiew Świętych Kosmy i Damiana w Anusinie
  - cerkiew Ścięcia Głowy św. Jana Chrzciciela w Telatyczach
- parafia Ikony Matki Bożej „Wszystkich Strapionych Radość” w Tokarach
  - cerkiew Ikony Matki Bożej „Wszystkich Strapionych Radość” w Koterce
- parafia św. Dymitra w Żerczycach
  - cerkiew św. Dymitra w Żerczycach
  - cerkiew św. Michała Archanioła w Żurobicach
  - kaplica Świętych Wiery, Nadziei, Luby i matki ich Zofii w Żerczycach